# The Elder Scrolls V: Skyrim
The Elder Scrolls V: Skyrim (skrótowo Skyrim) – fabularna gra akcji o otwartym świecie, wyprodukowana przez Bethesda Game Studios i wydana przez Bethesda Softworks w 2011 roku. Skyrim jest piątym tytułem z serii The Elder Scrolls oraz kontynuacją gry The Elder Scrolls IV: Oblivion. Gra została zapowiedziana 11 grudnia 2010 roku podczas Spike Video Game Awards i wydana 11 listopada 2011 roku na platformy Microsoft Windows, PlayStation 3 i Xbox 360. Od 12 kwietnia 2012 roku obsługuje również urządzenia Kinect.
Skyrim został stworzony na całkowicie nowym silniku graficznym o nazwie Creation Engine, który zastąpił silnik Gamebryo użyty w dwóch poprzednich grach z serii. Nowy silnik zawiera niektóre z istniejących technologii wykorzystywanych w innych produkcjach Bethesdy, takich jak Oblivion i Fallout 3. Producent wykonawczy Todd Howard oznajmił, że studio zatrudniło nowych pracowników, aby znacznie poprawić wygląd postaci i animacje w stosunku do poprzednich gier Bethesdy.
Edycja kolekcjonerska gry zawierała m.in. figurkę smoka, mapę świata gry, artbook oraz płytę DVD z materiałami z produkcji. Na komputery osobiste gra została wydana w pełnej polskiej wersji językowej z możliwością wyboru oryginalnych głosów, natomiast na konsole tylko w angielskiej wersji językowej.
26 czerwca 2012 roku na platformie Xbox 360 ukazał się pierwszy dodatek do gry o podtytule Dawnguard. Dodaje on możliwość przyłączenia się do jednej z dwóch nowych frakcji: wampirów z klanu Volkihar lub walczących z nimi Obrońców Świtu. 2 sierpnia pojawił się w wersji na system Windows w usłudze Steam, a 2 listopada ukazała się jego pełna polska wersja językowa w wydaniu pudełkowym.
4 września 2012 roku na platformie Xbox 360 ukazała się zawartość do pobrania Hearthfire, która dodała m.in. możliwość wybudowania domu i adopcji dzieci. Jej premiera na system Windows odbyła się 4 października w usłudze Steam.
5 listopada 2012 roku zapowiedziano kolejny dodatek o nazwie Dragonborn, który ukazał się 4 grudnia 2012 roku na Xbox Live. Dodatek rozgrywa się na wyspie Solstheim znanej z The Elder Scrolls III: Przepowiednia, a przeciwnikiem postaci gracza jest pierwsze Smocze Dziecię. Dodaje m.in. możliwość dosiadania smoków. Wersja na system Windows została wydana 2 lutego 2013 roku.
Ze względu na problemy techniczne, na PlayStation 3 wszystkie dodatki wydane zostały dopiero w lutym 2013 roku.
Redakcja magazynu PC Gamer UK w 2015 roku przyznała grze 5. miejsce na liście najlepszych gier na PC.

## Fabuła

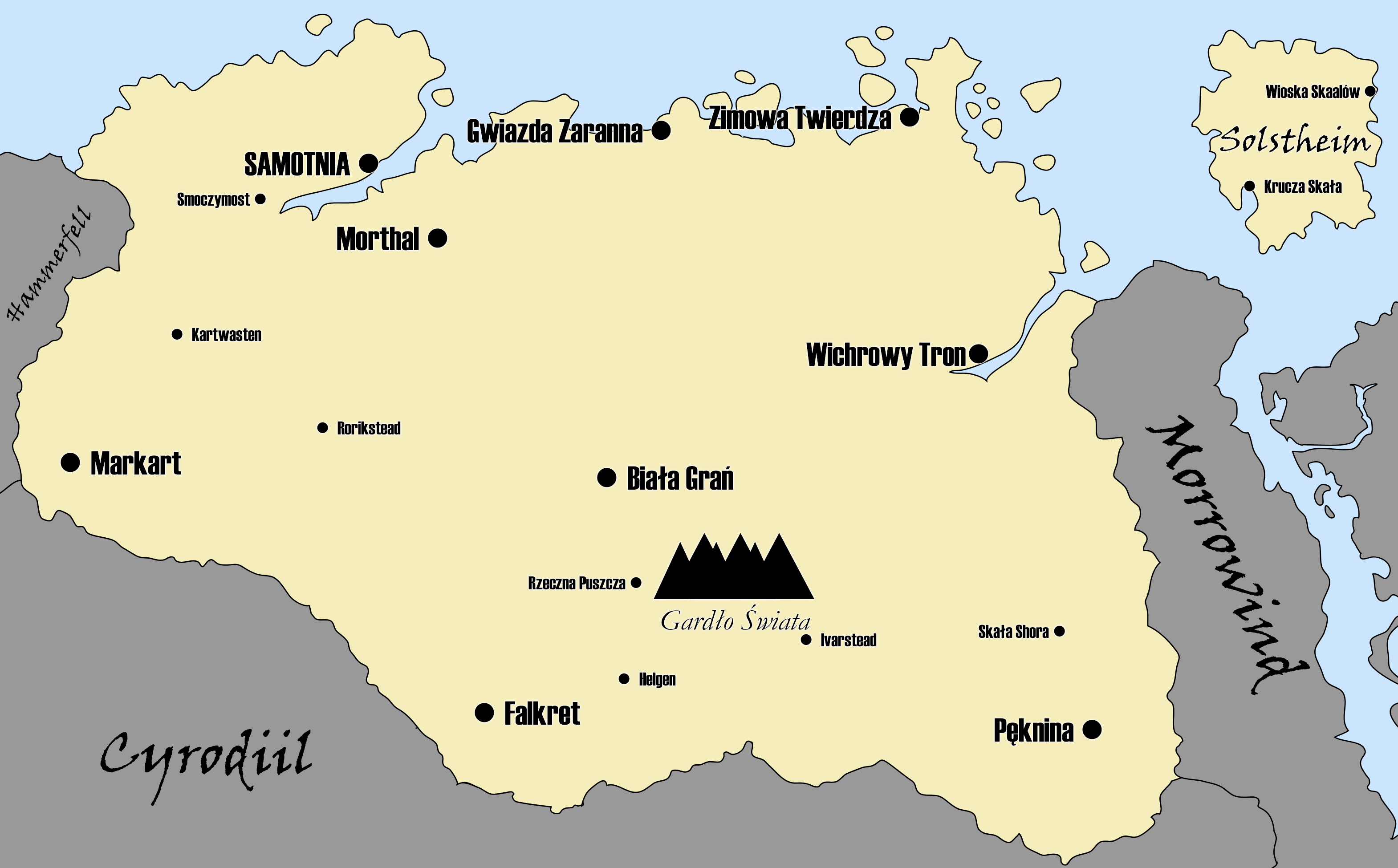
Mapa prowincji Skyrim.

Fabuła Skyrim rozgrywa się dwieście lat po wydarzeniach przedstawionych w grze Oblivion, nie jest jednak jej bezpośrednią kontynuacją, a nową historią osadzoną w uniwersum The Elder Scrolls. Po śmierci cesarza Martina Septima i zakończeniu kryzysu Otchłani rozpoczęła się czwarta era. Ze względu na brak będącego Smoczym Dziecięciem dziedzica tronu władzę nad Cesarstwem objął Titus Mede. Osłabioną pozycję Cesarstwa wykorzystały elfy reprezentujące Aldmerskie Dominium, wszczynając kilkuletnią wojnę. Cesarz, wiedząc, że nie zdoła wygrać konfliktu, podpisał porozumienie znane jako Konkordat Bieli i Złota, którego jednym z ważniejszych punktów jest zakaz wyznawania kultu Talosa – boskiej manifestacji Tibera Septima, pierwszego cesarza.
Ze względu na brak prawowitego dziedzica tronu, Ostrza – sekretna grupa wojowników i mędrców chroniąca cesarzy reprezentujących Smocze Dziecięta – rozpadli się, zaś ochroną cesarza zajęła się elitarna grupa Penitus Oculatus. Po zamordowaniu Najwyższego Króla w prowincji Skyrim, krainie Nordów, rozpoczęła się wojna domowa. Gromowładni, zjednoczeni pod sztandarem Ulfrica Gromowładnego – rebelianta, jarla Wichrowego Tronu, królobójcy i pretendenta do tronu – opowiadają się za suwerennością Skyrim, cesarscy z kolei za nieodłączaniem się od Cesarstwa.
Podobnie jak w poprzednich odsłonach The Elder Scrolls, gracz rozpoczyna jako bezimienny więzień. Bohater omyłkowo wzięty został za rebelianta, który wraz z Ulfrikiem i kilkoma innymi osobami transportowany jest do Helgen, gdzie ma zostać stracony. Tuż przed egzekucją pojawia się smok wywołując zamieszanie, dzięki któremu bohaterowi udaje się zbiec. Dowiaduje się on, że wojna domowa w Skyrim jest ostatnim ogniwem przepowiedni zapisanej w Pradawnych Zwojach, mówiącej o powrocie smoka Alduina – norskiego  boga zniszczenia – który strawi cały świat. Bohater okazuje się być Dovahkiinem (Smoczym Dziecięciem) – namaszczonym przez bogów pogromcą smoków, którego zadaniem jest zapobieżenie zniszczenia Skyrim i Tamriel przez Alduina.

## Rozgrywka

### Rozwój postaci
Na początku gry gracz otrzymuje możliwość spersonalizowania swojej postaci, dokonując wyboru spośród dostępnych ras (cztery rasy ludzkie, cztery rasy elfickie i dwie rasy zoomorficzne: kotowaci khajiitowie i jaszczurkowaci argonianie), określając płeć oraz wygląd bohatera. W odróżnieniu od wcześniejszych gier z serii, w Skyrim zrezygnowano z profesji. Postać dysponuje osiemnastoma zdolnościami, zaś każda z nich posiada własne drzewko rozwoju z różnymi cechami/talentami. Gracz osiąga następny poziom nie poprzez zdobywanie punktów doświadczenia, a korzystanie z poszczególnych zdolności, takich jak walka bronią jedno- i dwuręczną, otwieranie zamków, skradanie się, rzucanie czarów, przygotowywanie mikstur (alchemia) czy kowalstwo. Zdobycie kolejnego poziomu w którejkolwiek ze zdolności zwiększa pasek ogólnego poziomu doświadczenia postaci. Osiągając kolejny poziom doświadczenia, gracz otrzymuje jeden punkt, który może wydać na rozwinięcie jednej z odblokowanych cech. Po osiągnięciu 50. poziomu doświadczenia postęp w zdobywaniu kolejnych znacząco zwalnia, zaś osiągnięcie maksymalnego, 81. poziomu, wymaga mistrzowskiego opanowania wszystkich zdolności. Podczas całej rozgrywki jedna postać może wydać maksymalnie około osiemdziesięciu punktów, podczas gdy możliwych do odblokowania cech jest 251. W łatce 1.9.2 zmieniono system rozwoju postaci, wprowadzając tzw. poziomy legendarne – po osiągnięciu 100. poziomu danej umiejętności można ją zresetować i rozwijać od nowa dowolną ilość razy, co zniosło maksymalny poziom postaci.

### Otoczenie

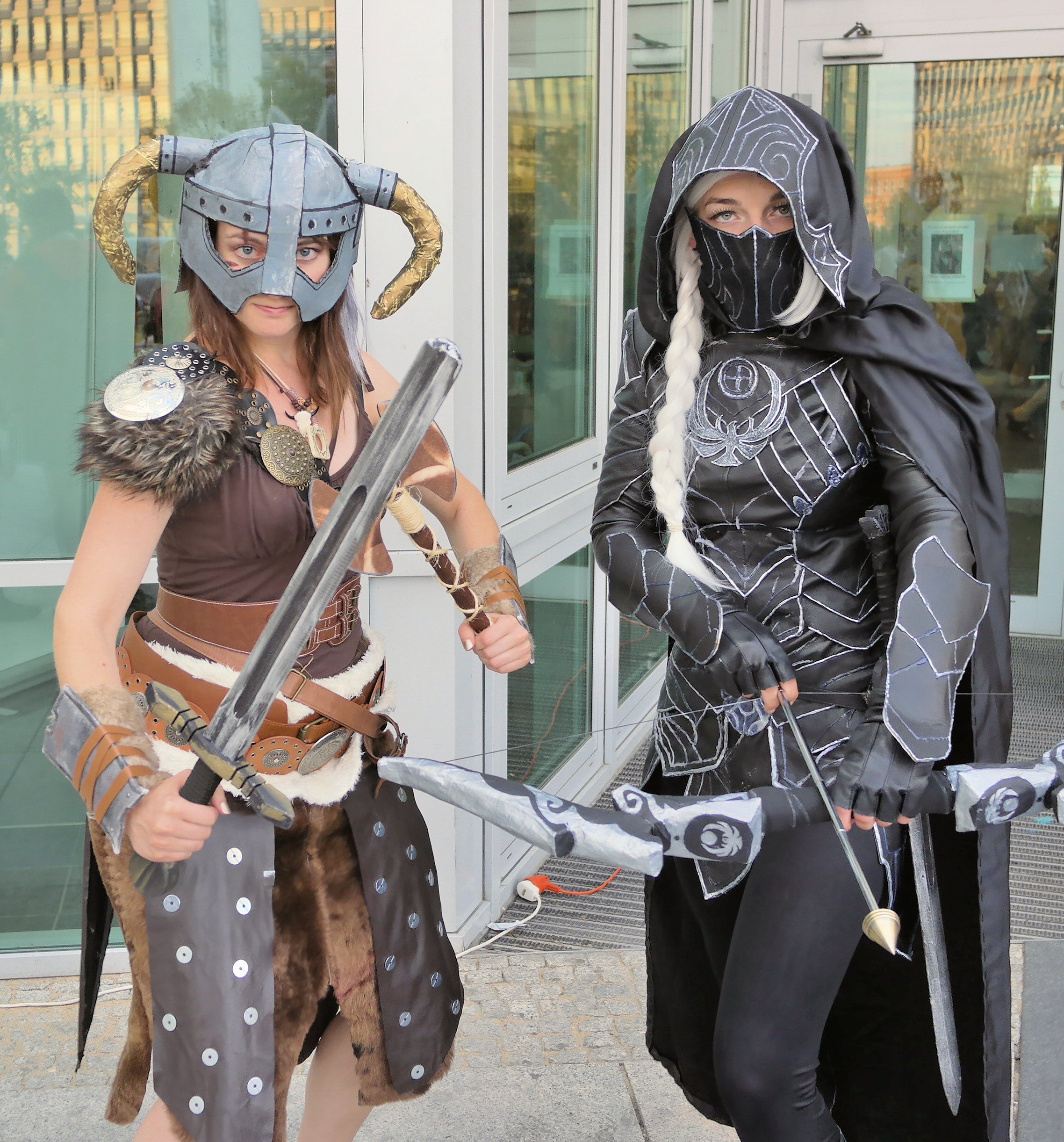
Cosplay z gry, Polcon 2015 w Poznaniu

Podobnie jak poprzednie odsłony serii The Elder Scrolls, Skyrim jest grą nieliniową. Gracz może swobodnie eksplorować całą krainę Skyrim, przemierzając ją pieszo, konno lub wykorzystując opcję szybkiej podróży do uprzednio odwiedzonych miejsc. Zadania zlecane są przez postaci niezależne napotykane podczas podróży, zaś dzięki systemowi Radiant AI są one dostosowane do poczynań gracza. Przykładowo system jako cel podróży wskazuje miejsce jeszcze niezbadane przez bohatera.
Gracz może wchodzić w interakcję z postaciami niezależnymi w celu poproszenia o przysługę, rozwinięcia swoich zdolności czy zdobycia informacji o świecie bądź na temat bieżących wydarzeń. Niektórzy bohaterowie niezależni mogą towarzyszyć graczowi w walkach (mogą być to albo najemnicy, albo huskarlowie – osobiści ochroniarze, których gracz otrzymuje, gdy kierowanej przezeń postaci nadany zostanie tytuł tana), zaś bohater może dołączyć do jednej z wielu gildii, takich jak: Gildia Złodziei, Akademia Magów, Mroczne Bractwo i Towarzysze. Dołączenie do konkretnego stronnictwa zapewnia dostęp do szeregu związanych z nim zadań pobocznych. Nowością w serii jest możliwość zawierania małżeństw z niektórymi postaciami niezależnymi, w tym małżeństw jednopłciowych i międzyrasowych. Po zdobyciu godności tana któregoś z dziewięciu większych miast prowincji (Biała Grań, Pęknina, Samotnia, Gwiazda Zaranna, Zimowa Twierdza, Markart, Morthal, Wichrowy Tron, Falkret) postać otrzymuje możliwość zakupienia domu, gdzie zamieszkać może ze współmałżonkiem. Gracz może zarazić się również wampiryzmem oraz likantropią, zamieniając się w wampira lub wilkołaka, niemożliwe jest jednak zostanie mieszańcem. Wampiryzm w początkowym stadium rozwoju można uleczyć poprzez zażycie odpowiedniej mikstury lub pomodlenie się do któregoś z bóstw, po rozwinięciu się choroby w celu jej uleczenia należy odprawić odpowiedni rytuał.

### Walka
HUD pojawia się, gdy któryś z trzech atrybutów – zdrowie, kondycja lub magia – zaczyna się wyczerpywać. Zdrowie wyczerpuje się przede wszystkim w walce, magia podczas rzucania zaklęć, zaś kondycja podczas biegu sprintem, czy wyprowadzania potężnych ataków. Wskaźniki regenerują się automatycznie, można jednak przyspieszyć ten proces dzięki zaklęciom, miksturom lub odpoczynkowi.
Ekwipunek dostępny jest z poziomu menu, wszystkie znajdujące się w nim przedmioty można dowolnie obracać i przybliżać, co ma znaczenie w niektórych zagadkach logicznych. Skuteczność gracza w walce zależy od korzystania z broni i zbroi, które można kupić bądź stworzyć w kuźniach, a także zaklęć, które również można kupić bądź odblokować. Poszczególna broń i zaklęcie przypisane są do jednej ręki, wskutek czego walczyć można jednocześnie za pomocą jednoręcznego miecza i magii, jednakże korzystanie z broni dwuręcznej, jak ciężkie miecze, topory i młoty bojowe, uniemożliwiają korzystanie z zaklęć. Dostęp do ulubionych broni i czarów, które można przełączać, umożliwia menu szybkiego dostępu. Tarcz można używać zarówno do obrony, jak i ataku. W bezpośredniej walce można korzystać z broni obuchowej, kłującej i tnącej, każdą z nich można wykonać potężny atak, jednak każda posiada inną specyfikację, przez co nie nadaje się do wszystkich rodzajów starć. Każde z osiemdziesięciu pięciu zaklęć ma inną funkcję, może np. regenerować zdrowie, odbierać je przeciwnikom, przywoływać chowańca czy wskrzeszać nieumarłych, którzy walczą dla postaci przez kilkadziesiąt sekund. Łuk można wykorzystać jako broń dystansową lub w bezpośrednim starciu jako broń defensywną. Po przełączeniu się w tryb skradania postać może dokonywać kradzieży kieszonkowych bądź wykonywać ataki z zaskoczenia. Po wyrzuceniu niechcianych przedmiotów, takich jak tarcze czy elementy ubioru, niektóre postaci niezależne zechcą je podnieść, część nawet zapyta postać kierowaną przez gracza, czy mogą je wziąć.
Podczas eksplorowania świata gracz może natknąć się na potwory i dzikie zwierzęta, które od razu atakują kierowaną przez niego postać. Pojawienie się w grze smoków wpływa zarówno na fabułę, jak i rozgrywkę. Najważniejsze smoki, powiązane z fabułą, pojawiają się w ściśle określonych miejscach, z kolei reszta generowana jest losowo i pojawia się w różnych lokacjach, mogąc zaatakować miasta w dowolnym momencie. Nie każdy smok jest jednak przeciwnikiem, z częścią z nich postać może wchodzić w interakcję. Ponieważ główny bohater jest Smoczym Dziecięciem, po zgładzeniu smoka wchłania jego duszę, co umożliwia korzystanie z potężnej magii głosu znanej jako smocze krzyki. W całym Skyrim rozmieszczonych jest dwadzieścia Ścian Mocy, pozwalających na uczenie się nowych krzyków. Korzystanie z krzyków jest jednak ograniczone, maleje i regeneruje się podobnie jak magia. Innym znaczącym odstępstwem od poprzednich części jest brak konieczności naprawiania broni i zbroi, które zużywały się, a nienaprawiane niszczyły się i stawały bezużyteczne.

## Rozwój gry i sprzedaż

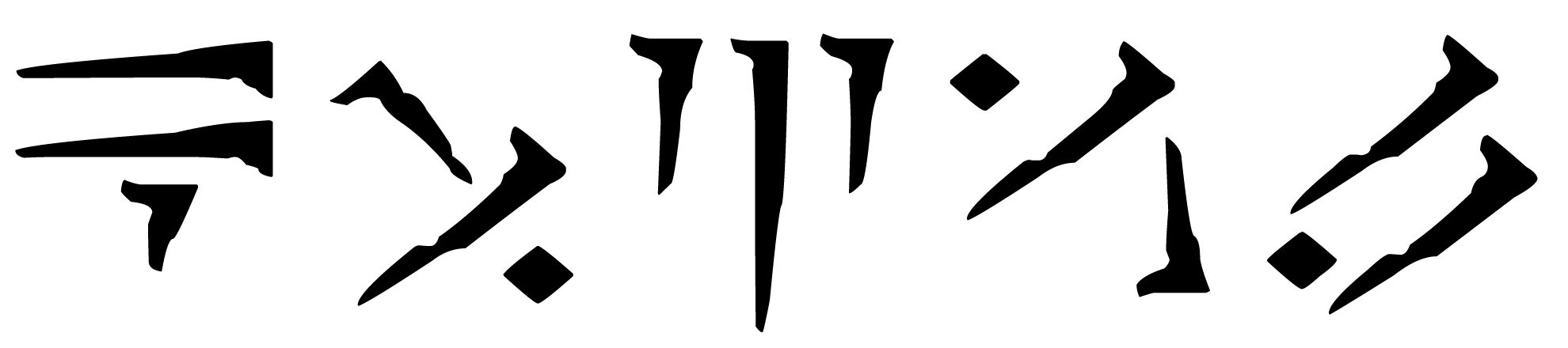
Przykład stworzonego na potrzeby gry języka dovahzul – słowo „Keizaal” oznaczające „Skyrim”.

W sierpniu 2010 roku Todd Howard w jednym z wywiadów ujawnił, że Bethesda pracuje nad grą, która znajdowała się w produkcji już od dwóch lat, a prace nad nią były w zaawansowanym stadium. W listopadzie tego samego roku duński dziennikarz z serwisu Eurogamer doniósł, że w produkcji jest kolejna gra z serii The Elder Scrolls, jednak Bethesda nie skomentowała tych plotek. Podczas Spike Video Game Awards w grudniu, Todd Howard pojawił się na scenie, aby zaprezentować zwiastun i ogłosić tytuł gry. W styczniowym numerze magazynu „Game Informer” ukazał się 14-stronicowy artykuł o grze, w którym zamieszczono pierwsze informacje o grze i zrzuty ekranu.
W połowie grudnia 2011 r. Bethesda ogłosiła, że Skyrim sprzedał się w liczbie ponad 10 milionów egzemplarzy, a na komputery osobiste kupiło go trzykrotnie więcej osób, niż poprzednie gry studia. Ponadto dyrektor ds. biznesowych firmy Valve Jason Holtman stwierdził, że Skyrim jest najszybciej sprzedającą się grą na Steamie.
7 lutego 2012 roku firma Bethesda udostępniła oficjalne narzędzia pozwalające tworzyć modyfikacje do gry. Równocześnie wydano darmowy dodatek dla komputerów osobistych, który zawiera tekstury wysokiej jakości.
12 kwietnia 2012 Bethesda ogłosiła integrację gry z Kinectem. Posiadacze czujnika ruchu konsoli Xbox 360 mają możliwość korzystania z pomocy ponad 200 komend głosowych, w skład których wchodzą operacje wykonywane na wszystkich oknach (menu, wyposażenia, umiejętności, itd), polecenia wydawane sobie (np. zmiana broni lub czaru) i swojemu towarzyszowi ale również np. smocze krzyki.
4 czerwca 2013 roku na rynku ukazała się wersja o podtytule Legendary Edition, zawierająca wszystkie dodatki i zaktualizowana o najnowszą łatkę. 28 października 2016 roku wydana została zremasterowana wersja gry, zatytułowana The Elder Scrolls V: Skyrim – Special Edition. Podobnie jak Legendary Edition, zawierała ona wszystkie dodatki, została jednak przeniesiona na nowszą wersję Creation Engine, umożliwiając obsługę architektury 64-bitowej. Doczekała się usprawnionych efektów oświetlenia, dymu i mgły oraz wyższej jakości tekstur, jak również umożliwiła obsługę modyfikacji na konsolach Xbox One i PlayStation 4. Ze względu na politykę wydawniczą Sony, wersja przeznaczona na PlayStation 4 obsługuje wyłącznie modyfikacje wykorzystujące elementy znajdujące się już w grze. W styczniu 2017 roku zapowiedziano premierę wersji gry przeznaczonej na konsolę Nintendo Switch, a 13 czerwca reedycję na PlayStation 4 wykorzystującą technologię wirtualnej rzeczywistości.
Do listopada 2016 roku sprzedano 30 milionów egzemplarzy gry na wszystkich platformach.

## Ścieżka dźwiękowa
Muzykę do gry skomponował Jeremy Soule, twórca ścieżek dźwiękowych do dwóch poprzednich części The Elder Scrolls. Kolekcjonerska wersja ścieżki dźwiękowej została wydana na 4 płytach CD. Motywem przewodnim gry jest utwór „Dragonborn”, śpiewany przez trzydziestoosobowy chór w wymyślonym na potrzeby produkcji smoczym języku.

## Obsada
| Postać                | Aktor w wersji angielskiej     | Aktor w wersji polskiej     |
| --------------------- | ------------------------------ | --------------------------- |
| Esbern                | Max von Sydow                  | Wiktor Zborowski            |
| Arngeir               | Christopher Plummer            | Krzysztof Kowalewski        |
| Paarthurnax           | Charles Martinet               | Piotr Fronczewski           |
| Delphine              | Joan Allen                     | Anna Gajewska               |
| Generał Tullius       | Michael Hagon                  | Henryk Talar                |
| Ulfric Gromowładny    | Vladimir Kulich                | Zbigniew Konopka            |
| Amaund Motierre       | Alexander Brandon              | Tomasz Bednarek             |
| Cycero                | Andrew Morris                  | Jarosław Domin              |
| Mercer Frey           | Stephen Russell                | Jacek Król                  |
| Clavicus Złośliwy     | Stephen Russell                | Paweł Galia                 |
| Barbas                | Stephen Russell                | Mirosław Wieprzewski        |
| Vaermina              | Carla Delaney                  | Jolanta Wołłejko-Plucińska  |
| Odahviing             | Charles Dennis                 | Wojciech Machnicki          |
| Elenwen               | Jean Gilpin                    | Beata Kawka                 |
| Meridia               | Jean Gilpin                    | Jolanta Wołłejko-Plucińska  |
| Boethiah              | Jean Gilpin                    | Małgorzata Gudejko-Masalska |
| Hakon Jedno-Oko       | Paul Ganus                     | Paweł Ciołkosz              |
| Molag Bal             | Christopher Smith              | Miłogost Reczek             |
| Astrid                | Cindy Robinson                 | Anna Apostolakis-Gluzińska  |
| Gallus                | Craig Sechler                  | Paweł Galia                 |
| Peryite               | Craig Sechler                  | Cezary Nowak                |
| Hircyn                | Craig Sechler / Daniel Riordan | Grzegorz Pawlak             |
| Alduin                | Daniel Riordan                 | Tomasz Marzecki             |
| Maven Czarna-Róża     | Elisa Gabrielli                | Bożena Furczyk              |
| Delvin Mallory        | Enn Reitel                     | Mirosław Zbrojewicz         |
| Nazir                 | Erik Todd Dellums              | Klaudiusz Kaufmann          |
| Vex                   | Kari Wahlgren                  | Barbara Melzer              |
| Gormlaith Złoty-Jelec | Lynda Carter                   | Ewa Kania-Grochowska        |
| Azura                 | Lynda Carter                   | Elżbieta Kijowska-Rozen     |
| Kodlak Białowłosy     | Michael Donovan                | Jacek Mikołajczak           |
| Malacath              | Michael Donovan                | Grzegorz Pawlak             |
| Tsun                  | Thor Edgell                    | Tomasz Borkowski            |
| Mirabelle Ervine      | Mozhan Mamo                    | Agnieszka Kunikowska        |
| Namira                | Mozhan Mamo                    | Magdalena Krylik-Gruziel    |
| Karliah               | Moira Quirk                    | Brygida Turowska            |
| Galmar Kamienna-Pięść | Paul Eiding                    | Piotr Bąk                   |
| Septimus Signus       | Paul Eiding                    | Dariusz Odija               |
| Felldir Stary         | Paul Eiding                    | Stefan Knothe               |
| Brynjolf              | Robin Atkin Downes             | Robert Tondera              |
| Mefala                | Coleen Delany                  | Anna Zawiślak               |
| Mehrunes Dagon        | Victor Raider Wexler           | Mikołaj Müller              |
| Hermaeus Mora         | Wes Johnson                    | Mariusz Leszczyński         |
| Cesarz                | Wes Johnson                    | Adam Bauman                 |
| Sheogorath            | Wes Johnson                    | Jan Kulczycki               |
| Hadvar                | Jonas Fisch                    | Grzegorz Kwiecień           |